# Simfonia núm. 2 (Langgaard)
La  Simfonia núm. 2 Vaarbrud (El despertar de la primavera), BVN. 53, per a soprano i orquestra, va ser escrita per Rued Langgaard en el període 1912-1914. La primera interpretació va tenir lloc a Copenhaguen el 17 de novembre de 1914 i va ser dirigida pel compositor Louis Glass.

## Moviments
- I. Allegro con anima - Lento - Con moto - Tempo primo - Maestoso festivo alia marcia
- II. Lento religioso quasi adagio
- III. Molto con moto (amb solo de soprano)

## Origen i context
Langgaard va començar a concebre la simfonia el 1912 i la partitura es va completar el 5 de març de 1914. La forma de tres moviments, amb una peça final tipus lied, i el títol Vaarbrud (El despertar de la primavera) ja estaven definits des del moment en què es va començar l'obra el 1912. Segurament Langgaard hauria escoltat la Quarta Simfonia de Mahler i s'hi va inspirar, tot i que a Copenhaguen no va arribar fins al gener de 1914, dos mesos abans de l'estrena de la Segona Simfonia de Langgaard. De fet, Langgaard va assistir a aquesta interpretació.
L'estiu de 1913, la seva família es va allotjar en una casa anomenada Rosengården (El jardí de les roses), a Kyrkhult, Blekinge. Aquell estiu va tenir una gran importància personal per al jove compositor i la creació d'aquesta simfonia està estretament vinculada a aquestes vacances d'estiu. Alguns anys més tard, Langgaard va recordar aquesta experiència de manera nostàlgica, i va inspirar diverses composicions amb títols com Rosengårdsspil (Joc de Rosengård), Rosengården in memoriam, i Rosengårdsviser (Balades de Rosengård).
En aquella època, Langgaard estava molt influït pel poeta alemany Emil Rittershaus, les seves obres les havia trobat a la biblioteca dels pares. Langgaard va compondre una sèrie de cançons basades en textos de Rittershaus fins al 1916. A mitjan 1914, va completar l'orquestració de la seva simfonia i va afegir al darrer moviment un solo de soprano amb versos de Rittershaus, extretes de dos dels seus poemes: Lenzklange ("Soques de primavera") i Im Lenze ("A la primavera").
Aquest estiu va ser l'últim en què la família Langgaard va estar unida, ja que Siegfried Langgaard va morir el gener de 1914. Després de la mort del seu pare, Rued Langgaard va dedicar el moviment lent de la simfonia a la seva memòria. Aquest homenatge personal reflecteix la profunda connexió emocional que Rued tenia amb el seu pare, i l'obra serveix tant com a record com a manera d'honrar la influència de Siegfried en la seva vida i música.

## Música
Després de la monumental Simfonia núm. 1, a la segona Langgaard opta per un conjunt orquestral més modest, amb proporcions que recorden les de Beethoven, i un estil simfònic molt més íntim. Els crítics de la seva època coincidien a dir que Langgaard havia estat influït per Beethoven.
El subtítol de la Simfonia núm. 2 que reflecteix l'esperit optimista i vibrant que Langgaard volia transmetre. Aquesta obra es desmarca de la grandiositat de la seva primera obra simfònica per adoptar un estil més íntim i introspectiu. En aquest moment de la seva trajectòria, Langgaard mostrava una profunda devoció per la bellesa musical, una característica que, segons la seva mare, el convertia en un autèntic "artista de l’harmonia". Aquest enfocament es plasma en la simfonia a través de la seva refinada estructura harmònica i el seu delicat lirisme.
Langgaard en va fer diverses revisions, i va ser l'adaptació molt reduïda que va fer el 1933 la que es va fer coneguda, principalment gràcies a la producció en CD que va fer el 1992 el director Ilya Stupel i la Philharmonia Artur Rubinstein de Polònia.

## Representacions
La Segona Simfonia es va interpretar a Copenhaguen el 1914, 1917 i 1920, sense gaire entusiasme. La crítica va assenyalar que Langgaard havia adoptat influències excessives de Wagner i Strauss, i que l'estructura de la simfonia resultava inusual. Fins i tot es va arribar a qualificar l'obra de "monstruositat". Tot i això, és la simfonia més interpretada de Langgaard durant la seva carrera, destacant també com la seva obra amb major acceptació per part del públic.
La recepció va ser completament diferent quan la simfonia es va interpretar més endavant a Alemanya i Àustria: primer a Essen el 1921, on Langgaard va haver de sortir a l'escenari cinc vegades, després a Berlín el 1922 amb l'Orquestra Bluthner (ara l'Orquestra del Konzerthaus), i tot seguit a Viena, amb l'Orquestra Simfònica de Viena, al "Golden Hall" de la Musikverein. Totes aquestes actuacions van ser amb la soprano wagneriana danesa Ellen Overgaard i la direcció de Hans Seeber van der Floe, qui també va estar al darrere d'una emissió de ràdio alemanya de la simfonia el 1925.